# Sherman Hamilton
Sherman Richard O’Neil Hamilton (* 23. April 1972 in Toronto) ist ein ehemaliger kanadischer Basketballspieler.

## Werdegang
Hamilton wuchs in Malton in der kanadischen Provinz Ontario auf. Zum Studium ging er ins Nachbarland in den US-Bundesstaat Virginia. Dort gehörte er von 1994 bis 1997 der Hochschulmannschaft der Virginia Commonwealth University (VCU) an. Hamilton, ein 1,86 Meter großer Aufbauspieler, erzielte für VCU 9,8 Punkte und 4,6 Korbvorlagen je Begegnung.
Als Berufsbasketballspieler stand der Kanadier von 1997 bis 1999 bei Tapiolan Honka in Finnland unter Vertrag. 1999 wurde er mit der Mannschaft Zweiter in der finnischen Meisterschaft, Hamilton erzielte 16,4 Punkte je Begegnung im Verlauf der Saison 1998/99. Europapokalerfahrung sammelte er mit der finnischen Mannschaft im Wettbewerb Korać-Cup. 1998 gehörte er zum Aufgebot Kanadas bei der Weltmeisterschaft und erzielte während der WM im Schnitt 10,1 Punkte pro Einsatz.
Nach einem kurzen Abstecher zu Club Belgrano de San Nicolás (Argentinien) zu Beginn des Spieljahres 1999/2000 nahm Hamilton im Jahr 2000 mit Kanada an den Olympischen Sommerspielen teil. Er hatte im entscheidenden Ausscheidungsspiel gegen Puerto Rico mit sieben getroffenen Freiwürfen in den letzten drei Spielminuten großen Anteil daran, dass es Kanada nach Sydney schaffte. Bei Olympia 2000 wurde er mit seiner Mannschaft Siebter, Hamilton erzielte im Turnierverlauf 6,3 Punkte je Begegnung.
Ab Februar 2001 stand Hamilton in Diensten des deutschen Bundesligisten SSV Ratiopharm Ulm. Bis zum Ende der Saison 2000/01 trug er Ulms Farben in 16 Bundesliga-Spielen, brachte es in diesen auf Mittelwerte von 15,9 Punkten, 5,2 Rebounds sowie 4,7 Korbvorlagen.
Im Dezember 2001 wurde Hamilton von Žalgiris Kaunas verpflichtet, spielte mit der Mannschaft in der litauischen Liga (28 Einsätze: 8 Punkte/Spiel) sowie in der EuroLeague (5 Einsätze: 3,2 Punkte/Spiel). 2002 nahm Hamilton mit Kanada wieder an der Weltmeisterschaft teil. Insgesamt bestritt er 116 Länderspiele für sein Land. Später war er noch in der Schweiz beim TV Reussbühl aktiv.
Hamilton war nach dem Ende seiner Spielerzeit zeitweise für den kanadischen Basketballverband tätig, gehörte im Jahr 2005 als Assistenztrainer sowohl zum Stab der kanadischen Kadettenauswahl als auch der kanadischen Studentennationalmannschaft, die an der Universiade in Izmir teilnahm. 2006 war Hamilton Assistenztrainer der Herrennationalmannschaft.
Er wurde als Fernsehkommentator tätig und als solcher unter anderem bei Spielen der Toronto Raptors eingesetzt.